# شالی (مجارستان)
شای (به مجاری:  Sály) یک منطقهٔ مسکونی در مجارستان است که در بورشود-آبااوی-زمپلن واقع شده‌است.